# Zygmunt Balicki
Zygmunt Balicki (ur. 30 grudnia 1858 w Lublinie, zm. 12 września 1916 w Piotrogrodzie) – polski socjolog, psycholog społeczny, publicysta, polityk, jeden z czołowych ideologów Narodowej Demokracji, od 1891 członek korespondent Towarzystwa Muzeum Narodowego Polskiego w Rapperswilu.

## Życiorys
Był synem Seweryna i Karoliny Gruszczyńskiej, miał starszego brata Tadeusza. Kształcił się w Gimnazjum Męskim w Lublinie, które ukończył w 1876. Studiował nauki społeczne na uniwersytetach w Petersburgu, Zurychu i Genewie, uzyskując stopień doktora praw. Był działaczem politycznym, socjologiem i publicystą, jednym z pierwszych ideologów polskiego ruchu narodowego. W 1881 współtworzył Socjalistyczne Stowarzyszenie „Lud Polski”. W 1887 założył Związek Młodzieży Polskiej „Zet”. 3 stycznia 1891 ożenił się z Gabrielą Iwanowską. We współpracy z Romanem Dmowskim założył w 1893 Ligę Narodową, a w 1897 Stronnictwo Narodowo-Demokratyczne. W broszurze Egoizm narodowy wobec etyki przeprowadził rozróżnienie etyki idei i etyki ideałów skłaniając się do pewnego relatywizmu moralnego na rzecz osiągnięcia określonych celów narodowych. Po wybuchu I wojny światowej opowiedział się po stronie państw Ententy. Popierał tworzenie legionów przy armii rosyjskiej. W odpowiedzi na deklarację wodza naczelnego wojsk rosyjskich wielkiego księcia Mikołaja Mikołajewicza Romanowa z 14 sierpnia 1914, podpisał telegram dziękczynny, głoszący m.in., że krew synów Polski, przelana łącznie z krwią synów Rosyi w walce ze wspólnym wrogiem, stanie się największą rekojmią nowego życia w pokoju i przyjaźni dwóch narodów słowiańskich. Wraz z Wiktorem Jarońskim był pomysłodawcą utworzenia polskich jednostek wojskowych, które miały wziąć udział w walce u boku armii rosyjskiej (Legion Puławski). Był członkiem Komitetu Organizacyjnego Legionów Polskich, formowanych u boku wojsk rosyjskich w 1915.

## Poglądy polityczne
Najważniejszą wartością dla Balickiego był naród, z którym człowiek miał się wiązać poprzez urodzenie i trwać w tej więzi do śmierci. Odrzucał pogląd o możliwości wyboru w tym zakresie. Patriotyzm traktował jako uczucie mające charakter uniwersalny, podobnie pojmowany w różnych państwach. Nacjonalizm - o wiele dojrzalszy - przedstawiał jako zjawisko intelektualne, różne w różnych krajach, o charakterze dzielącym narody. Opowiadał się przeciwko liberalizmowi, postrzegając go jako kosmopolityczny kierunek polityczny. Nie przyjmował poglądu, wedle którego jednostka odgrywa większą rolę niż wspólnota. Odrzucał także koncepcję państwa-nocnego stróża. Był za to zwolennikiem demokratyzmu traktowanego jako sposób na aktywizację polskich mas ludowych i zaangażowanie ich w życie narodowe. Krytykował polskie tradycje powstańcze z XIX wieku. Zarzucał Polakom prowincjonalizm i zbyt łatwe akceptowanie tego, co zachodnie. W połowie lat 90. XIX wieku zerwał wszelkie związki z socjalizmem. Zarzucał socjalizmowi dogmatyzm, zagraniczną proweniencję, odrzucał teorię walki klas, dążenie socjalistów do dyktatury partii.

## Recepcja poglądów w obrębie Narodowej Demokracji
Spuścizna Balickiego stanowiła inspirację w myśli politycznej Związku Ludowo-Narodowego, ale nie nadawano jej aż takiej rangi, jak np. Janowi Ludwikowi Popławskiemu. Również w myśli politycznej Stronnictwa Narodowego dystansowano się od koncepcji „egoizmu narodowego”, żywiono jednak uznanie dla udziału Balickiego w rozwój ideowo-polityczny ruchu narodowego.

## Dzieła
- Hedonizm jako punkt wyjścia etyki (1900)
- Liberalizm i demokratyzm (1886)
- Parlamentaryzm: zarys socylologiczny t. 1–2 (1900, 1906)
- Egoizm narodowy wobec etyki (1902)
- Metody nauk społecznych i ich rozwój w XIX stuleciu (1903)
- Zasady wychowania narodowego (1909)
- Psychologia Społeczna (1912)
- Z doby przełomu myśli narodowej (1916)